# Krystyna Konopka
Krystyna Konopka (ur. 15 kwietnia 1938 w Łodzi, zm. 27 grudnia 2021 w Calgary) – polska lekarka, biochemiczka, taterniczka i alpinistka; profesor nauk medycznych, doktor habilitowana, prezes Łódzkiego Klubu Wysokogórskiego (1974–1977).

## Życiorys
Ukończyła naukę w XII Liceum Ogólnokształcącym w Łodzi (1954), studia lekarskie na Wydziale Lekarskim Akademii Medycznej w Łodzi (1961), a także studia biochemiczne na Uniwersytecie Łódzkim (1966).

### Działalność naukowa
W latach 1965–1970 pracowała w stacji krwiodawstwa na stanowisku kierowniczki Działu Laboratoryjnego. Prowadząc prace badawcze dotyczące niedoborów żelaza u wieloletnich dawców krwi, na podstawie których obroniła pracę doktorską pod kierunkiem Wandy Leyko. Następnie pracowała jako adiunkt w Zakładzie Biochemii Akademii Medycznej w Łodzi. W 1981 w Instytucie Biologii Doświadczalnej im. Marcelego Nenckiego w Warszawie napisała pracę habilitacyjną pod kierunkiem Lecha Wojtczaka.
W latach 1981–1984 odbywała staż w Berkeley w Uniwersytecie Kalifornijskim, następnie pracowała w Uniwersytecie Kalifornijskim w San Francisco, następnie w University of the Pacific, School of Dentistry w San Francisco, gdzie pracowała do 2012 roku.
Jej prace badawcze skupiały się na mechanizmach patogennego działania wirusa HIV-1 i perspektywach terapii AIDS. Współpracowała m.in. z Nejatem Duzgunesem. Należała do rady redakcyjnej „Journal of Dental Research”, była autorką 91 prac, cytowanych ponad 1700 razy.

### Działalność sportowa
Od 1958 roku była aktywną taterniczką. W 1975 roku wzięła udział, jako lekarka, w śląskiej wyprawie do Afryki pod kierownictwem Tadeusza Wojtery, zostając pierwszą kobietą, która weszła na 7 najwyższych gór Afryki drogami wspinaczkowymi. Następnie odbywała wspinaczki w Alpach (1975, 1979), uczestniczyła w wyprawie w Hindukusz Afgański (1976), odbyła trawers masywu Trolli (1980), wspinała się w Górach Kaskadowych (wejścia na Mount Rainier, Mount Baker, Mount Olympus, Mount Shasta i Mount Hood), w górach Sierra Nevada (1982–2004) oraz Kanadyjskich Górach Skalistych (od 1996). W latach 1997–2007 odbywała trekkingi w Himalajach (wokół Dhaulagiri), Andach Peruwiańskich i Boliwijskich i na Hawajach (Mauna Loa i Mauna Kea), w 2019 wspinała się Kananaskis Peak.
Była prezeską Łódzkiego Klubu Wysokogórskiego (1974–1977), wielokrotnie zasiadała w we władzach klubu (od 1959 do lat 80.) Była członkiem honorowym Polskiego Związku Alpinizmu. Była autorką artykułów o tematyce górskiej, na łamach „Taternika” i „Głosu Seniora”.

### Życie prywatne
Była żoną alpinisty – Andrzeja Sławińskiego. Została pochowana na cmentarzu Queen’s Park Cemetery & Mausoleum w Calgary (lokalizacja: GH:B:075).